# Кубок СРСР з футболу 1952
Кубок СРСР з футболу 1952 — 13-й розіграш кубкового футбольного турніру в СРСР. Володарем Кубка вдруге стало московське «Торпедо».

## Перший раунд
| Команда 1               | Рахунок  | Команда 2            |
| ----------------------- | -------- | -------------------- |
| Динамо-2 (Сталінабад)   | [ 1 ]    | Калев (Таллінн)      |
| БО (Петрозаводськ)      | 0 – 13   | Динамо (Єреван)      |
| ОБО (Ашхабад)           | 0 – 5    | Торпедо (Сталінград) |
| Металург (Запоріжжя)    | 2 – 4 дч | Спартак (Вільнюс)    |
| Будівельник (Ленінакан) | 2 – 0    | БО (Ташкент)         |

## Другий раунд
| Команда 1                       | Рахунок  | Команда 2                     |
| ------------------------------- | -------- | ----------------------------- |
| Динамо (Фрунзе)                 | [ 3 ]    | Динамо (Сталінабад)           |
| Будівельник (Ленінакан)         | [ 4 ]    | Динамо-2 (Сталінабад)         |
| Динамо-2 (Москва)               | 0 – 1    | БО (Київ)                     |
| К-да м. Молотова                | 1 – 2    | Динамо (Алма-Ата)             |
| Шахтар (Сталіне)                | 1 – 3    | Локомотив (Москва)            |
| К-да міста Калініна             | 4 – 2 дч | Динамо (Київ)                 |
| БО (Рига)                       | 5 – 1    | Червона зірка (Петрозаводськ) |
| Завод ім. Будьонного (Баку)     | 0 – 5    | БО (Свердловськ)              |
| Спартак (Мінськ)                | 0 – 2    | БО (Тбілісі)                  |
| Динамо (Ташкент)                | 0 – 5    | Нафтовик (Баку)               |
| ВМС-2 (Ленінград)               | 0 – 2    | Локомотив (Харків)            |
| КБФ (Таллінн)                   | 1 – 0    | Червоний Прапор (Іваново)     |
| Динамо (Мінськ)                 | 3 – 2 дч | Крила Рад (Куйбишев)          |
| Будівельник (Усть-Каменогорськ) | 2 – 3    | Торпедо (Горький)             |
| Буревісник (Бендери)            | 3 – 6    | ВМС (Москва)                  |
| БО (Вільнюс)                    | 1 – 0    | Буревісник (Кишинів)          |
| Торпедо (Москва)                | 1 – 0    | Динамо (Єреван)               |
| Спартак (Вільнюс)               | 1 – 2    | Торпедо (Сталінград)          |

## 1/16 фіналу
| Команда 1           | Рахунок | Команда 2               |
| ------------------- | ------- | ----------------------- |
| БО (Вільнюс)        | [ 7 ]   | Динамо (Фрунзе)         |
| Торпедо (Москва)    | 2 – 0   | Будівельник (Ленінакан) |
| К-да міста Калініна | 4 – 1   | БО (Тбілісі)            |
| БО (Свердловськ)    | 5 – 1   | Динамо (Алма-Ата)       |
| Торпедо (Горький)   | 0 – 1   | Динамо (Мінськ)         |
| Локомотив (Москва)  | 6 – 0   | Торпедо (Сталінград)    |
| Локомотив (Харків)  | 2 – 0   | БО (Рига)               |
| БО (Київ)           | 2 – 0   | КБФ (Таллінн)           |
| ТТУ (Тбілісі)       | 1 – 4   | Спартак (Ашхабад)       |
| Даугава (Рига)      | 0 – 3   | Динамо (Ленінград)      |
| Нафтовик (Баку)     | 2 – 0   | ВМС (Москва)            |

## 1/8 фіналу
| Команда 1           | Рахунок  | Команда 2          |
| ------------------- | -------- | ------------------ |
| Спартак (Ашхабад)   | 2 – 3    | Динамо (Ленінград) |
| Спартак (Москва)    | 5 – 1    | БО (Свердловськ)   |
| Динамо (Москва)     | 4 – 1    | БО (Вільнюс)       |
| Зеніт (Ленінград)   | 2 – 0    | Локомотив (Харків) |
| ВПС (Москва)        | 2 – 1 дч | Динамо (Мінськ)    |
| БО (Київ)           | 2 – 1    | Локомотив (Москва) |
| Торпедо (Москва)    | 4 – 0    | Нафтовик (Баку)    |
| К-да міста Калініна | 2 – 1    | Динамо (Тбілісі)   |

## 1/4 фіналу
| Команда 1          | Рахунок | Команда 2           |
| ------------------ | ------- | ------------------- |
| Динамо (Ленінград) | 2 – 0   | ВПС (Москва)        |
| Спартак (Москва)   | 3 – 0   | Динамо (Москва)     |
| Торпедо (Москва)   | 3 – 1   | Зеніт (Ленінград)   |
| БО (Київ)          | 2 – 0   | К-да міста Калініна |

## Півфінали
| Команда 1        | Рахунок  | Команда 2          |
| ---------------- | -------- | ------------------ |
| Спартак (Москва) | 2 – 0    | БО (Київ)          |
| Торпедо (Москва) | 2 – 1 дч | Динамо (Ленінград) |

## Фінал
| 2 листопада 1952 |

| Торпедо (Москва) | 1 – 0 | Спартак (Москва) |
| ---------------- | ----- | ---------------- |
| Петров 89'       | Звіт  |                  |

| «Динамо» (Москва) Глядачів: 80 000 Арбітр: Микола Латишев (Москва) |